# ファースリー・セルティックFC
ファースリー・セルティック・フットボール・クラブ（Farsley Celtic Football Club）はイングランド、ウェスト・ヨークシャー州、シティ・オブ・リーズ、ファースリーを本拠地としているサッカークラブチームである。2009-2010シーズンを最後に活動停止。その後新しくファースリーAFCが設立され、2015年にファースリー・セルティックFCへ改名した。2019-2020シーズンはナショナルリーグ・ノース（6部相当）に参加している。

## タイトル

### 国内タイトル
- ノーザンカウンティーズ・イーストリーグ・ディヴィジョン1・ノース

1984-1985
- ヨークシャーフットボールリーグ

1959-1960,1968-1969
- ヨークシャーリーグ・ディヴィジョン2

1951-1952
- ヨークシャーリーグ・ディヴィジョン3

1962-1963,1963-1964

### 国際タイトル
- なし

## 歴代所属選手
- リー・タック -2009